# قائمة عارضات غلاف مجلة فوغ (النسخة البرازيلية)
قائمة عارضات غلاف مجلة فوغ هذه عبارة عن فهرس عارضات التي ظهرت على غلاف فوغ ، النسخة البرازيلية من مجلة فوغ .

## عقد 2000

### 2000
| العدد  | عارضة الغلاف   | المصور فوتوغرافي |
| ------ | -------------- | ---------------- |
| يناير  | أنا هيكمان     | تارسيسو ليما     |
| فبراير | جيزيل بوندشين  | ويلي بيونداني    |
| مارس   | جيزيل بوندشين  | ماريو تيستينو    |
| أبريل  | سارة شولز      | تيلما فيلاز بواس |
| مايو   | جيزيل بوندشين  | ماريو تيستينو    |
| يونيو  | كارولين ريبيرو | كلوديا غيماريش   |
| يوليو  | فابيان نونيس   | تيلما فيلاز بواس |
| أغسطس  | كيت موس        | ماريو تيستينو    |
| سبتمبر | فرانكي رايدر   | ماريو تيستينو    |
| أكتوبر | شيرلي مالمان   | جاك ديكويكر      |
| نوفمبر | فرناندا تفاريس | إنريكي بادوليسكو |
| ديسمبر | فرناندا تفاريس | دانيال كلاجميتش  |

### 2001
| العدد  | عارضة الغلاف       | مصور فوتوغرافي   |
| ------ | ------------------ | ---------------- |
| يناير  | ميشيل فيرارا       | إنريكي بادوليسكو |
| فبراير | مارسيل بيطار       | ماريو تيستينو    |
| مارس   | كارمن كاس          | توم مونرو        |
| أبريل  | ميشيل ألفيس        | ويلي بيونداني    |
| مايو   | مارينا دياس        | ميرو             |
| يونيو  | دانييلا لوبيز      | دانيال كلاجميتش  |
| يوليو  | بيانكا كلامت موتا  | هنريك جيندر      |
| أغسطس  | أنا هيكمان         | ميرو             |
| سبتمبر | رايكا أوليفيرا     | تياجو مولينوس    |
| أكتوبر | ليندا إيفانجيليستا | ستيفن ميسيل      |
| نوفمبر | كارولينا فيراز     | جاك ديكويكر      |
| ديسمبر | أنا هيكمان         | ميرو             |

### 2002
| العدد        | عارضة الغلاف | مصور فوتوغرافي  |
| ------------ | --- | --------------- |
| يناير/فبراير | لوسيانا كورتيس | باولو فاينر     |
| مارس         | ناعومي كامبل | دانيال كلاجميتش |
| أبريل        | آنا كلوديا ميشيل | جاك ديكويكر     |
| مايو         | أنا هيكمان آنا تيريزا بارديلا برونا لومباردي كاميلا بيتانغا كارولينا فيراز فرناندا ليما فرناندا تفاريس لوانا بيوفاني مالو مادير شوشا | ميرو            |
| يونيو        | فرناندا تفاريس | ميرو            |
| يوليو        | فرناندا تفاريس | بوب ولفنسون     |
| أغسطس        | جيزيل بوندشين | بوب ولفنسون     |
| سبتمبر       | أنا هيكمان | جاك ديكويكر     |
| أكتوبر       | جيزيل بوندشين | ماريو تيستينو   |
| نوفمبر       | كارولينا كوركوفا | جي.ار. ديوران   |
| ديسمبر       | ساندرا شتاير | غوي باغانيني    |

### 2003
| العدد  | عارضة الغلاف               | مصور فوتوغرافي   |
| ------ | -------------------------- | ---------------- |
| يناير  | لويزا & ياسمين برونيه      | لويس غاريدو      |
| فبراير | جيزيل بوندشين              | بوب ولفنسون      |
| مارس   | كارولين ريبيرو             | خورخي ليبيستيور  |
| أبريل  | كارولين ريبيرو             | جاك ديكويكر      |
| مايو   | مارلين مونرو               | بيرت ستيرن       |
| يوليو  | أنا هيكمان & دوريفال كايمي | ميرو             |
| أغسطس  | أدريانا ليما               | دانيال كلاجميتش  |
| سبتمبر | أدريانا ليما               | ميرو             |
| أكتوبر | لوسيانا خيمنيس             | ميرو             |
| نوفمبر | أنا بياتريز باروس          | غوي باغانيني     |
| ديسمبر | فرناندا موتا               | باسكوال رودريغيز |

### 2004
| العدد        | عارضة الغلاف      | مصور فوتوغرافي   |
| ------------ | ----------------- | ---------------- |
| يناير/فبراير | جيزا تشيمينازو    | باسكوال رودريغيز |
| مارس         | إيزابيلي فونتانا  | جاك ديكويكر      |
| أبريل        | أنا بياتريز باروس | ميرو             |
| مايو         | كارولين ترينتيني  | جاك ديكويكر      |
| يونيو        | برونا ارهارت      | بوب ولفنسون      |
| يوليو        | ليليان فيراريزي   | ميرو             |
| أغسطس        | جيزا تشيمينازو    | باسكوال رودريغيز |
| سبتمبر       | جيان ألبيرتوني    | باسكوال رودريغيز |
| أكتوبر       | ميشيل ألفيس       | جاك ديكويكر      |
| نوفمبر       | كارولين ريبيرو    | ثيلما فيلاس بواس |
| ديسمبر       | لوياني بينو       | أندريه باسوس     |

### 2005
| العدد        | عارضة الغلاف     | مصور فوتوغرافي                                                                                  |
| ------------ | ---------------- | ----------------------------------------------------------------------------------------------- |
| يناير/فبراير | جيزيل بوندشين    | بوب ولفنسون غوي باغانيني هنريك جيندر جي.ار. ديوران ثيلما فيلاس بواس باولو فاينر فيرونيكا كاسيتا |
| مارس         | آنا كلوديا ميشيل | جاك ديكويكر                                                                                     |
| أبريل        | إيزابيلي فونتانا | جاك ديكويكر                                                                                     |
| مايو         | كارولين ترينتيني | غوي باغانيني                                                                                    |
| يونيو        | سينتيا ديكر      | جاك ديكويكر                                                                                     |
| يوليو        | ميشيل ألفيس      | جي.ار. ديوران                                                                                   |
| أغسطس        | باربرا بيرغر     | غوي باغانيني                                                                                    |
| سبتمبر       | مادونا           | تيم ووكر                                                                                        |
| أكتوبر       | إيزابيلي فونتانا | جاك ديكويكر                                                                                     |
| نوفمبر       | فرناندا ليما     | جاك ديكويكر                                                                                     |
| ديسمبر       | إيزابيل جولارت   | غوي باغانيني                                                                                    |

### 2006
| العدد  | عارضة الغلاف     | مصور فوتوغرافي |
| ------ | ---------------- | -------------- |
| يناير  | ميشيل ألفيس      | جاك ديكويكر    |
| فبراير | ناعومي كامبل     | غوي باغانيني   |
| مارس   | ألين موريس       | جاك ديكويكر    |
| أبريل  | إيزابيلي فونتانا | جاك ديكويكر    |
| مايو   | جيزيل بوندشين    | جاك ديكويكر    |
| يونيو  | سولانج ويلفرت    | جاك ديكويكر    |
| يوليو  | كيم نوردا        | جاك ديكويكر    |
| أغسطس  | كارولين ترينتيني | جاك ديكويكر    |
| سبتمبر | جيان ألبيرتوني   | جاك ديكويكر    |
| أكتوبر | ريناتا كويرتين   | هنريك جيندر    |
| نوفمبر | راكيل زايمرمان   | هنريك جيندر    |
| ديسمبر | إيزابيلي فونتانا | غوي باغانيني   |

### 2007
| العدد  | عارضة الغلاف        | مصور فوتوغرافي |
| ------ | ------------------- | -------------- |
| يناير  | كارولين ترينتيني    | غوي باغانيني   |
| فبراير | إيزابيلي فونتانا    | بوب ولفنسون    |
| مارس   | داريا فيربوفا       | غوي باغانيني   |
| أبريل  | إيزابيلي فونتانا    | غوي باغانيني   |
| مايو   | راكيل زايمرمان      | هنريك جيندر    |
| يونيو  | شيلا باوم           | غوي باغانيني   |
| يوليو  | جيزا تشيمينازو      | هنريك جيندر    |
| أغسطس  | كاميلا بيتانغا      | باولو فاينر    |
| سبتمبر | إيزابيلي فونتانا    | جاك ديكويكر    |
| أكتوبر | أنا بياتريز باروس   | إيزابيل غارسيا |
| نوفمبر | إسادورا دي دومينيكو | جاك ديكويكر    |
| ديسمبر | فلادا روسليكوفا     | هنريك جيندر    |

### 2008
| العدد  | عارضة الغلاف                                                       | مصور فوتوغرافي |
| ------ | ------------------------------------------------------------------ | -------------- |
| يناير  | راكيل زايمرمان                                                     | هنريك جيندر    |
| فبراير | كارولين ترينتيني                                                   | غوي باغانيني   |
| مارس   | كوكو روتشا                                                         | جاك ديكويكر    |
| أبريل  | فلافيا دي أوليفيرا                                                 | جاك ديكويكر    |
| مايو   | داريا فيربوفا                                                      | غوي باغانيني   |
| يونيو  | إيزابيلي فونتانا                                                   | جي.ار. ديوران  |
| يوليو  | ناعومي كامبل                                                       | ديفيد بيلي     |
| أغسطس  | دانييلا بورجس كلوديا سيلر ناتالي إدينبرج لوانا تيفكي لويزا ويندبرغ | جاك ديكويكر    |
| سبتمبر | إيزابيلي فونتانا                                                   | جاك ديكويكر    |
| أكتوبر | فيفيان أورث                                                        | غوي باغانيني   |
| نوفمبر | فلافيا دي أوليفيرا                                                 | هنريك جيندر    |
| ديسمبر | مادونا                                                             | ستيفين كلاين   |

### 2009
| العدد  | عارضة الغلاف                                         | مصور فوتوغرافي  |
| ------ | ---------------------------------------------------- | --------------- |
| يناير  | ريناتا كويرتين                                       | غوي باغانيني    |
| فبراير | ألين فيبير دايان كونتيراتو برونا تينوريو فيفيان أورث | غوي باغانيني    |
| مارس   | أجينيس دين                                           | جاك ديكويكر     |
| أبريل  | آنا كلوديا ميشيل                                     | غوي باغانيني    |
| مايو   | ميشيل ألفيس                                          | ستيفين كلاين    |
| يونيو  | إيزابيلي فونتانا                                     | جاك ديكويكر     |
| يوليو  | كارولين ترينتيني                                     | تيري ريتشاردسون |
| أغسطس  | ألين فيبير                                           | غوي باغانيني    |
| سبتمبر | آنا كلوديا ميشيل                                     | جاك ديكويكر     |
| أكتوبر | راكيل زايمرمان                                       | هنريك جيندر     |
| نوفمبر | فلافيا دي أوليفيرا                                   | فابيو بارتيلت   |
| ديسمبر | ماديسون ريتلاند                                      | ستيفان غالوا    |

## عقد 2010

### 2010
| العدد  | عارضة الغلاف | المصور الفوتوغرافي                    |
| ------ | --- | ------------------------------------- |
| يناير  | ريناتا كويرتين | فابيو بارتيلت                         |
| فبراير | إيزابيلي فونتانا | فابيو بارتيلت                         |
| مارس   | باربرا بيرغر | جاك ديكويكر                           |
| أبريل  | ريناتا سوزي | بوب ولفنسون                           |
| مايو   | إيزابيلي فونتانا كارولين ترينتيني فرناندا تفاريس إيزابيل جولارت إيمانويلا دي باولا ألين فيبير جرايسي كارفاليو كارولين ريبيرو آنا كلوديا ميشيل باربرا بيرغر | غوي باغانيني                          |
| يونيو  | برونا تينوريو | جاك ديكويكر                           |
| يوليو  | أليساندرا أمبروسيو | جاك ديكويكر                           |
| أغسطس  | ريناتا كويرتين | جاك ديكويكر                           |
| سبتمبر | ريناتا سوزي | غوي باغانيني                          |
| أكتوبر | جيزيل بوندشين | جاك ديكويكر                           |
| نوفمبر | إيزابيلي فونتانا | باتريك ديمارشيليه & فيكتور ديمارشيليه |
| ديسمبر | راكيل زايمرمان | هنريك جيندر                           |

### 2011
| العدد  | عارضة الغلاف                         | مصور فوتوغرافي                  |
| ------ | ------------------------------------ | ------------------------------- |
| يناير  | إيمانويلا دي باولا                   | جاك ديكويكر                     |
| فبراير | أدريانا ليما                         | فابيو بارتيلت                   |
| مارس   | فريا بيها إريكسن                     | هنريك جيندر                     |
| أبريل  | ألين فيبير                           | جيمس ماكاري                     |
| مايو   | كيت موس                              | ماريو تيستينو                   |
| يونيو  | راكيل زايمرمان                       | هنريك جيندر                     |
| يوليو  | جيزيل بوندشين                        | جاك ديكويكر & باتريك ديمارشيليه |
| أغسطس  | إيزابيلي فونتانا                     | جاك ديكويكر                     |
| سبتمبر | جورجيا مي جاغر                       | رينم كريستوفوليتي               |
| أكتوبر | كانديس سوانبول                       | جي.ار. ديوران                   |
| نوفمبر | كارولينا كوركوفا                     | جي.ار. ديوران                   |
| ديسمبر | أليساندرا أمبروسيو & رودريغو سانتورو | إريك غيليمان                    |

### 2012
| العدد  | عارضة الغلاف                         | مصور فوتوغرافي    |
| ------ | ------------------------------------ | ----------------- |
| يناير  | تايان لياو لايس ريبيرو مارسيليا فريز | جي.ار. ديوران     |
| فبراير | ألين فيبير                           | أندريه باسوس      |
| مارس   | كارولا ريمر                          | جاك ديكويكر       |
| أبريل  | روزي هنتنغتون وايتلي                 | هنريك جيندر       |
| مايو   | شارون ستون                           | أليكس مالكا       |
| يونيو  | إيزابيلي فونتانا                     | جي.ار. ديوران     |
| يوليو  | جيزيل بوندشين                        | باتريك ديمارشيليه |
| أغسطس  | بيانكا بالتي                         | فرناندو لومباردي  |
| سبتمبر | كارولين ترينتيني                     | فابيو بارتيلت     |
| أكتوبر | لارا ستون                            | ماريو تيستينو     |
| نوفمبر | كونستانس جابلونسكي                   | هنريك جيندر       |
| ديسمبر | إيزابيلي فونتانا                     | جاك ديكويكر       |

### 2013
| العدد  | عارضة الغلاف                                        | مصور فوتوغرافي  |
| ------ | --------------------------------------------------- | --------------- |
| يناير  | جوان سمالز                                          | هنريك جيندر     |
| فبراير | بيت فرانك إيزابيل جولارت ماغدالينا فراكويك ميرت ماس | جيامباولو سغورا |
| مارس   | أليساندرا أمبروسيو                                  | فابيو بارتيلت   |
| أبريل  | ألين فيبير                                          | جاك ديكويكر     |
| أبريل  | روزي هنتنغتون وايتلي                                | هنريك جيندر     |
| مايو   | ناعومي كامبل                                        | توم مونرو       |
| يونيو  | جيزيل بوندشين                                       | ماريو تيستينو   |
| يوليو  | كيت ابتون                                           | هنريك جيندر     |
| أغسطس  | ليندسي ويكسون                                       | جاك ديكويكر     |
| سبتمبر | إيزابيلي فونتانا & بن هاربر                         | جاك ديكويكر     |
| أكتوبر | أدريانا ليما                                        | جيامباولو سغورا |
| نوفمبر | كارلي كلوس                                          | هنريك جيندر     |
| ديسمبر | جيزيل بوندشين                                       | جيامباولو سغورا |

### 2014
| العدد  | عارضة الغلاف                                                                                           | مصور فوتوغرافي             |
| ------ | --- | -------------------------- |
| يناير  | كانديس سوانبول                                                                                         | ماريانو فيفانكو & زي نونيز |
| فبراير | كارا ديليفين                                                                                           | جاك ديكويكر                |
| مارس   | أليساندرا أمبروسيو                                                                                     | ماريانو فيفانكو            |
| أبريل  | أنا بياتريز باروس ألين فيبير إيزابيلي فونتانا إيزابيل جولارت ريناتا كويرتين رايان بولستر باربرا بيلوكو | جاك ديكويكر                |
| مايو   | ريانا                                                                                                  | ماريانو فيفانكو            |
| يونيو  | جيزيل بوندشين & نيمار                                                                                  | ماريو تيستينو              |
| يوليو  | كارلي كلوس                                                                                             | هنريك جيندر                |
| أغسطس  | إيرينا شايك                                                                                            | جيامباولو سغورا            |
| سبتمبر | أدريانا ليما                                                                                           | إلين فون أونويرث           |
| أكتوبر | كارولين ترينتيني                                                                                       | آرثر إلغورت                |
| نوفمبر | أماندا ويلش & ألين فيبير                                                                               | جيامباولو سغورا            |
| ديسمبر | جيزيل بوندشين                                                                                          | كارل لاغرفيلد              |

### 2015
| العدد  | عارضة الغلاف | المصور فوتوغرافي  |
| ------ | --- | ----------------- |
| يناير  | أليساندرا أمبروسيو | باتريك ديمارشيليه |
| فبراير | ناتاشا بولي | جاك ديكويكر       |
| مارس   | أماندا ويلش | زي نونيز          |
| أبريل  | فرناندا ليما ريناتا فاسكونسيلوس تياجو جانوزي غلوريا بيريس كاميلا بيتانغا فرناندا مونتينيغرو غلوريا ماريا بولا أوليفيرا أنجيلكا مالو مادير غرازي ماسافيرا | إلين فون أونويرث  |
| مايو   | جيزيل بوندشين | اينز و فينود      |
| يونيو  | كيم كردشيان | إلين فون أونويرث  |
| يوليو  | جيجي حديد | هنريك جيندر       |
| أغسطس  | بيهاتي برينسلو | زي نونيز          |
| سبتمبر | إيزابيلي فونتانا | زي نونيز          |
| أكتوبر | مارياكارلا بوسكونو ريكاردو تيسي ناعومي كامبل | لويجي و يانغو     |
| نوفمبر | كارولين ترينتيني | جي.ار. ديوران     |
| ديسمبر | جيزيل بوندشين | فرانسوا نارس      |

### 2016
| العدد  | عارضة الغلاف                                             | المصور فوتوغرافي                  |
| ------ | -------------------------------------------------------- | --------------------------------- |
| يناير  | كيندال جينر                                              | راسيل جيمس                        |
| فبراير | جوردان دون                                               | زي نونيز                          |
| مارس   | آري ويستفال                                              | باولو فاينر                       |
| أبريل  | أليساندرا أمبروسيو                                       | ماريانو فيفانكو                   |
| مايو   | ناعومي كامبل                                             | بوب ولفنسون غوي باغانيني زي نونيز |
| يونيو  | نيكولاس غيكيير & سيلينا غوميز                            | بروس ويبر                         |
| يوليو  | كارولين ريبيرو لارا تيكسيرا لورينا مولينوس باميلا نوغيرا | هنريك جيندر                       |
| أغسطس  | أدريانا ليما                                             | غريغ كاديل                        |
| سبتمبر | كارولين ترينتيني                                         | زي نونيز                          |
| أكتوبر | إيزابيلي فونتانا & أليساندرا أمبروسيو                    | ماريانو فيفانكو                   |
| نوفمبر | جيزيل بوندشين                                            | نينو مونيوز                       |
| ديسمبر | إيزابيلي فونتانا                                         | زي نونيز                          |

### 2017
| العدد  | عارضة الغلاف                  | المصور فوتوغرافي |
| ------ | ----------------------------- | ---------------- |
| يناير  | إيرينا شايك                   | جيامباولو سغورا  |
| فبراير | لايس ريبيرو                   | غريغ كاديل       |
| مارس   | أنجليكا ارثال & لورينا ماراشي | زي نونيز         |
| أبريل  | إلين روزا                     | جيامباولو سغورا  |
| مايو   | جوزفين سكريفر                 | جيامباولو سغورا  |
| مايو   | سارا سامبايو                  | جيامباولو سغورا  |
| مايو   | ستيلا ماكسويل                 | جيامباولو سغورا  |
| يونيو  | جوان سمالز                    | زي نونيز         |
| يوليو  | ميكا أرغاناريز                | رافائيل بافاروتي |
| أغسطس  | آنا إيفاس                     | جيامباولو سغورا  |
| سبتمبر | بيلا حديد                     | غوي باغانيني     |
| أكتوبر | إيزابيلي فونتانا              | رافائيل بافاروتي |
| نوفمبر | كانديس سوانبول                | ميرت وماركوس     |
| ديسمبر | فالنتينا سامبايو              | غوي باغانيني     |

### 2018
| العدد  | عارضة الغلاف                                                    | المصور فوتوغرافي |
| ------ | --------------------------------------------------------------- | ---------------- |
| يناير  | باريس جاكسون                                                    | جاك ديكويكر      |
| فبراير | كارولين ترينتيني                                                | رافائيل بافاروتي |
| مارس   | مارينا روي باربوسا                                              | زي نونيز         |
| أبريل  | إلين روزا فرناندا أوليفيرا ليندا هيلينا ميا برامر سميل برمانيلي | زي نونيز         |
| مايو   | أليساندرا أمبروسيو                                              | رافائيل بافاروتي |
| يونيو  | بيرجيت كوس                                                      | ماريانا مالتوني  |
| يوليو  | بليسنيا مينير                                                   | زي نونيز         |
| أغسطس  | غريس إليزابيث                                                   | لويجي و يانغو    |
| سبتمبر | جيجي حديد                                                       | لويجي و يانغو    |
| أكتوبر | فانيا بوندشين & جيزيل بوندشين                                   | زي نونيز         |
| نوفمبر | تايس أراوخو                                                     | زي نونيز         |
| ديسمبر | شانيل نياسي                                                     | زي نونيز         |

### 2019
| العدد  | عارضة الغلاف             | المصور فوتوغرافي |
| ------ | ------------------------ | ---------------- |
| يناير  | لونا بيل                 | مارتن بار        |
| فبراير | كارين إيلسون             | زي نونيز         |
| مارس   | ميكا أرغاناريز           | زي نونيز         |
| أبريل  | إيرينا شايك              | جيامباولو سغورا  |
| مايو   | أنيتا لي لي سابرينا ساتو | زي نونيز         |
| يونيو  | غريس إليزابيث            | جيامباولو سغورا  |
| يوليو  |                          |                  |
| أغسطس  |                          |                  |
| سبتمبر |                          |                  |
| أكتوبر |                          |                  |
| نوفمبر |                          |                  |
| ديسمبر |                          |                  |

## روابط خارجية
- Vogue Brazil cover archive - The Fashion Spot